# NK Lokomotiva Zagrzeb
NK Lokomotiva – chorwacki klub piłkarski z Zagrzebia, założony w 1914 roku. Obecnie występuje w pierwszej lidze chorwackiej. Największym osiągnięciem NK Lokomotiva było zajęcie 3. miejsca w rozgrywkach I ligi jugosłowiańskiej w 1952 roku.

## Historia

### Chronologia nazw
- 1914: Željezničarski nogometni klub (ŽNK) Victoria Zagreb
- 1919: Športski klub (SK) Željezničar Zagreb
- 1941: Hrvatski željezničarski športski klub (HŽŠK) Zagreb - połączenie z NK Zagrebačka Električna Centrala (NK ZEC) Zagreb
- 1945: Fizkulturno društvo (FD) Lokomotiva Zagreb
- 1946: Fizkulturno društvo (FD) Crvena Lokomotiva Zagreb
- 1950: Nogometni klub (NK) Lokomotiva Zagreb

## Obecny skład
Stan na 1 lutego 2021
| Nr | Poz. | Piłkarz              |
| -- | ---- | -------------------- |
| 2  | OB   | Edis Malikji         |
| 3  | OB   | Stipo Marković       |
| 4  | OB   | Branimir Cipetić     |
| 5  | NA   | Nikica Jelavić       |
| 6  | OB   | Dominik Kovačić      |
| 7  | NA   | Roko Šimić           |
| 8  | PO   | Oliver Petrak        |
| 9  | NA   | Mario Budimir        |
| 10 | PO   | Sammir               |
| 11 | OB   | Ivan Čeliković       |
| 12 | BR   | Krunoslav Hendija    |
| 13 | BR   | Álex dos Santos      |
| 14 | OB   | Kiriakos Papadopulos |
| 15 | NA   | Josip Majić          |
| 16 | OB   | Jon Mersinaj         |
| 17 | NA   | Indrit Tuci          |
| 18 | PO   | Enis Çokaj           |
| 19 | OB   | Josip Pivarić        |
| 21 | NA   | Ibrahim Aliyu        |
| 22 | NA   | Francesco Tahiraj    |

| Nr | Poz. | Piłkarz                                       |
| -- | ---- | --------------------------------------------- |
| 23 | NA   | Moutir Chajia                                 |
| 24 | PO   | Mateo Marić                                   |
| 25 | OB   | Kemal Osmanković                              |
| 27 | NA   | Emerson Deocleciano                           |
| 29 | OB   | Petar Gluhakovic                              |
| 30 | NA   | Dzemal Ibishi                                 |
| 31 | OB   | Marko Lešković (wypożyczony z Dinamo Zagrzeb) |
| 32 | BR   | Krševan Santini                               |
| 36 | PO   | Marko Đira (wypożyczony z Dinamo Zagrzeb)     |
| 45 | PO   | Reuben Acquah                                 |
| 59 | PO   | Sherif Kallaku                                |
| –  | PO   | Frane Vojković                                |
| –  | PO   | Kim Jeong-hyun                                |
| –  | NA   | Domagoj Drožđek                               |
| –  | PO   | Pape Assane                                   |
| –  | OB   | Nikola Pejović                                |
| –  | NA   | Raul Florucz                                  |
| –  | PO   | Toni Brezina                                  |
| –  | NA   | Filip Jovičević                               |
| –  | NA   | Abdoulaye Yahaya                              |

### Piłkarze na wypożyczeniu
| Nr | Poz. | Piłkarz                                                   |
| -- | ---- | --------------------------------------------------------- |
|    | OB   | Ivan Miličević (wypożyczony do FK Željezničar)            |
|    | OB   | Albion Marku (wypożyczony do KF Laçi)                     |
|    | NA   | Arbër Mehmetllari (wypożyczony do Bylis Ballsh)           |
|    | BR   | Matko Kramer (wypożyczony do NK Krško)                    |
|    | BR   | Marin Topić (wypożyczony do NK Croatia Zmijavci)          |
|    | BR   | Bruno Bermanec (wypożyczony do NK Karlovac 1919)          |
|    | BR   | Luka Ivan Lukić (wypożyczony do Inter Zaprešić)           |
|    | NA   | Bruno Karoglan (wypożyczony do NK Croatia Zmijavci)       |
|    | NA   | Luka Viduka (wypożyczony do Hrvatski Dragovoljac Zagrzeb) |
|    | NA   | Krisi Kaso (wypożyczony do Skënderbeu Korcza)             |
|    | OB   | Marko Šuto (wypożyczony do NK Croatia Zmijavci)           |

| Nr | Poz. | Piłkarz                                                   |
| -- | ---- | --------------------------------------------------------- |
|    | OB   | Josip Palić (wypożyczony do Međimurje Čakovec)            |
|    | OB   | Luka Basar (wypożyczony do NK Karlovac 1919)              |
|    | OB   | Ante Oreč (wypożyczony do Hrvatski Dragovoljac Zagrzeb)   |
|    | PO   | Lovro Dobrić (wypożyczony do Inter Zaprešić)              |
|    | PO   | Carlos Olmo (wypożyczony do Hrvatski Dragovoljac Zagrzeb) |
|    | PO   | Luka Dajčer (wypożyczony do Inter Zaprešić)               |
|    | PO   | Silvio Goričan (wypożyczony do Inter Zaprešić)            |
|    | NA   | Zlatan Ramić (wypożyczony do NK Karlovac 1919)            |
|    | NA   | Marko Vranjković (wypożyczony do Inter Zaprešić)          |
|    | NA   | Bruno Zdunić (wypożyczony do Inter Zaprešić)              |

## Europejskie puchary
Legenda do wszystkich tabel:
- Q – runda eliminacyjna, 1/16, 1/8, 1/4, 1/2 – odpowiednia faza rozgrywek, Grupa – runda grupowa, 1r gr – pierwsza runda grupowa, 2r gr – druga runda grupowa, F – finał, R – runda, PO – play-off
- k. – rzuty karne, los. – losowanie, Dogr. – dogrywka, w. – zasada bramek strzelonych na wyjeździe

| Sezon   | Rozgrywki     | Runda | Klub                  | Dom     | Wyjazd  | Ogólnie |
| ------- | ------------- | ----- | --------------------- | ------- | ------- | ------- |
| 2013/14 | Liga Europy   | 2Q    | Dinamo Minsk          | 2–3     | 2–1     | 4–4, w. |
| 2015/16 | Liga Europy   | 1Q    | Airbus UK Broughton   | 2–2     | 3–1     | 5–3     |
| 2015/16 | Liga Europy   | 2Q    | PAOK FC               | 2–1     | 0–6     | 2–7     |
| 2016/17 | Liga Europy   | 1Q    | UE Santa Coloma       | 4–1     | 3–1     | 7–2     |
| 2016/17 | Liga Europy   | 2Q    | Rovaniemen Palloseura | 3–0     | 1–1     | 4–1     |
| 2016/17 | Liga Europy   | 3Q    | Worskła Połtawa       | 0–0     | 3–2     | 3–2     |
| 2016/17 | Liga Europy   | PO    | KRC Genk              | 2–2     | 0–2     | 2–4     |
| 2020/21 | Liga Mistrzów | 2Q    | Rapid Wiedeń          | 0–1 (D) | 0–1 (D) | 0–1 (D) |
| 2020/21 | Liga Europy   | 3Q    | Malmö FF              | 0–5 (W) | 0–5 (W) | 0–5 (W) |